# Liste des recteurs de l'université de Kiev
Liste des recteurs de l'université de Kiev dans l'ordre chronologique :

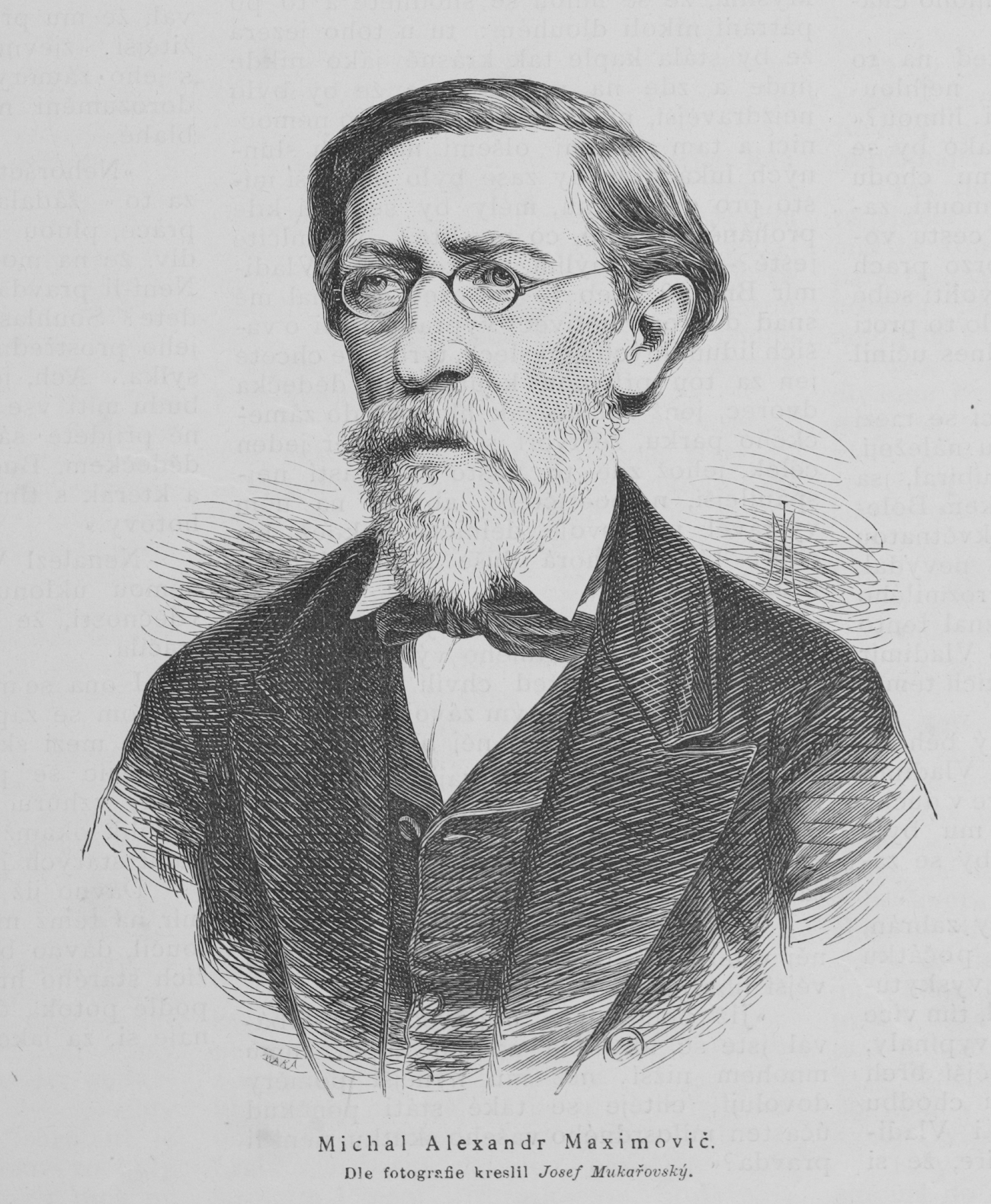
Mikhaïl Maximovitch, 1er recteur de l'université.

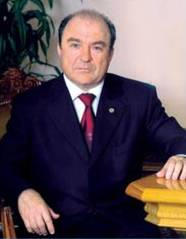
, recteur depuis 2008.

| N° | Période                                                                  | Nom                                       | Nom en cyrillique                | Naissance et décès |
| -- | ------------------------------------------------------------------------ | ----------------------------------------- | -------------------------------- | ------------------ |
| 1  | Juillet 1834 – Décembre 1835                                             | Mikhaïl Maximovitch                       | Михайло Олександрович Максимович | 1804–1873          |
| 2  | Décembre 1835 – Avril 1837                                               | Wolodymyr Zych                            | Володимир Францович Цих          | 1805–1837          |
| 3  | Mai 1837 – Février 1843                                                  | Kostjantyn Newolin                        | Костянтин Олексійович Неволін    | 1806–1855          |
| 4  | Mars 1843 – Mai 1847                                                     | Wassili Fjodorowitsch Fjodorow            | Василий Фёдорович Фёдоров        | 1802–1855          |
| 5  | Juin 1847 – Mai 1859                                                     | Ernst Rudolf von Trautvetter              | Ернст Рудольф фон Траутфеттер    | 1809–1889          |
| 6  | Mai 1859 – Février 1862, Mai 1871 – Mai 1875, Septembre 1878 – Mars 1880 | Nicolas Bunge                             | Николай Христианович Бунге       | 1823–1895          |
| 7  | Mars 1862 – Février 1865                                                 | Mykola Iwanyschew                         | Микола Дмитрович Іванишев        | 1811–1874          |
| 8  | Mars 1865 – Septembre 1865                                               | Kallynyk Mitjukow                         | Каллиник Андрійович Мітюков      | 1823–1885          |
| 9  | Septembre 1865 – Mai 1871, Mai 1875 – Septembre 1878                     | Oleksandr Matwjejew                       | Олександр Павлович Матвєєв       | 1816–1882          |
| 10 | Mars 1880 – Avril 1881                                                   | Konstantin Matwejewitsch Feofilaktow (de) | Константин Матвеевич Феофилактов | 1818–1901          |
| 11 | Avril 1881 – Février 1883                                                | Iwan Rachmaninow                          | Іван Іванович Рахманінов         | 1826–1897          |
| 12 | Mai 1883 – Juillet 1890                                                  | Nikolai Karlowitsch Rennenkampff (de)     | Мико́ла Ка́рлович Ре́нненкампф      | 1832–1899          |
| 13 | Août 1890 – Juillet 1902                                                 | Fedir Fortynskyj                          | Федір Якович Фортинський         | 1848–1902          |
| 14 | Juillet 1902 – Septembre 1905                                            | Mykola Bobrezkyj                          | Мико́ла Васи́льович Бобре́цький     | 1843–1907          |
| 15 | Septembre 1905 – Septembre 1917                                          | Mykola Zytowytsch                         | Микола Мартініанович Цитович     | 1861–1919          |
| 16 | Octobre 1917 – Novembre 1917                                             | Heorhij de Metz                           | Георгій Георгійович Де-Метц      | 1861–1947          |
| 17 | Novembre 1917 – Avril 1918                                               | Oleksij Sadowen                           | Олексій Андрійович Садовень      | 1857–1919          |
| 18 | Avril 1918 – Avril 1919, Août 1919 – Décembre 1919                       | Jewhen Spektorskyj                        | Євген Васильович Спекторський    | 1875–1951          |
| 19 | 1919 – 1920                                                              | Mykola Hrunskyj                           | Мико́ла Кузьми́ч Гру́нський         | 1872–1951          |
| 20 | 1921 – 1924                                                              | Mykola Loboda                             | Микола Іванович Лобода           | 1894–1941          |
| 21 | 1924 – 1925                                                              | Oleksandr Karpeko                         | Олександр Олександрович Карпеко  | 1891–1969          |
| 22 | 1926 – 1929                                                              | Semen Semko-Kasatschuk                    | Семен Михайлович Семко-Казачук   | 1889–1938          |
| 23 | 1929 – 1930                                                              | Andrij Artemskyj                          | Андрій Якович Артемський         | 1898–1938          |
| 24 | 1930 – 1932                                                              | Mykyta Hryschtschenko                     | Микита Минович Грищенко          | 1900–1987          |
| 25 | Mai 1933 – Avril 1934                                                    | Dmytro Melnykow                           | Дмитро Федорович Мельников       | 1882–1937          |
| 26 | Août 1934 – Octobre 1934                                                 | Ruwim Lewik                               | Рувім Самійлович Левік           | 1889–1937          |
| 27 | Novembre 1934 – Août 1936                                                | Mychailo Kuschnarow                       | Михайло Андрійович Кушнарьов     | 1903–?             |
| 28 | Septembre 1936 – Juillet 1937                                            | Fedir Sjulkow                             | Федір Іванович Зюльков           | 1887–1942          |
| 29 | Juillet 1937 – Novembre 1937                                             | Iwan Dawydow                              | Іван Дем'янович Давидов          | ?–1938             |
| 30 | Décembre 1937 – Avril 1938                                               | Mykola Tschupys                           | Микола Максимович Чупис          | ?                  |
| 31 | Avril 1938 – Juin 1944                                                   | Oleksij Rusko                             | Олексі́й Мики́тович Русько́         | 1906–1964          |
| 32 | Novembre 1941 – 1942                                                     | Kostjantyn Schtepa                        | Костянтин Теодосійович Штепа     | 1896–1958          |
| 33 | Août 1944 – Novembre 1951                                                | Wolodymyr Bondartschuk                    | Володи́мир Гаври́лович Бондарчу́к   | 1905–1993          |
| 34 | Novembre 1951 – Décembre 1955                                            | Oleksandr Holyk                           | Олександр Захарович Голик        | 1904–1991          |
| 35 | Décembre 1955 – Novembre 1969                                            | Iwan Schwez                               | Іван Трохимович Швець            | 1901–1983          |
| 36 | Décembre 1970 – Décembre 1985                                            | Mychailo Bilyj                            | Михайло Улянович Білий           | 1922–2001          |
| 37 | Janvier 1985 – Avril 2008                                                | Wiktor Skopenko (de)                      | Ві́ктор Васи́льович Скопе́нко       | 1935–2010          |
| 38 | Depuis 2008                                                              | Leonid Huberskyj (de)                     | Леонід Васильович Губерський     | 1941–              |